# Bad Boys (franchise)
Bad Boys è una serie cinematografica statunitense di film d'azione, con protagonisti Will Smith e Martin Lawrence nei panni di due detective della narcotici di Miami.

Logo ufficiale della saga

Marcus Burnett (Martin Lawrence) e Mike Lowrey (Will Smith) in una scena di Bad Boys II

Il titolo è ripreso dall'omonima canzone degli Inner Circle.

## Film
- Bad Boys, regia di Michael Bay (1995)
- Bad Boys II, regia di Michael Bay (2003)
- Bad Boys for Life, regia di Adil El Arbi e Bilall Fallah (2020)
- Bad Boys: Ride or Die, regia di Adil El Arbi e Bilall Fallah (2024)

### Bad Boys (1995)
I detective Mike Lowrey e Marcus Burnett hanno una manciata di giorni per trovare 100 milioni di dollari di eroina, prima che gli Affari Interni li chiudano. Mike viene coinvolto maggiormente dopo che un'amica viene uccisa dai rapinatori nel tentativo di aiutarli. Le cose si complicano ulteriormente quando Mike e Marcus devono scambiarsi di posto per convincere una testimone dell'omicidio a collaborare.

### Bad Boys II (2003)
Mike e Marcus sono a capo di una task force che indaga sul flusso di ecstasy a Miami. La loro ricerca porta il duo a scontrarsi con il pericoloso boss Johnny Tapia, il cui piano per controllare il traffico di droga della città ha scatenato una guerra tra le gang criminali. Nel frattempo, Mike e Syd, la sorella di Marcus, hanno una relazione segreta.

### Bad Boys for Life (2020)
Marcus e Mike sono costretti ad affrontare nuove minacce, cambiamenti di carriera e crisi di mezza età mentre si uniscono alla squadra d'élite appena creata AMMO del dipartimento di polizia di Miami per sconfiggere lo spietato Armando Armas e la madre Isabella, la feroce leader di un cartello della droga di Miami e vecchia conoscenza di Mike.

### Bad Boys: Ride or Die (2024)
Dopo che il loro defunto ex Capitano Conrad Howard viene accusato di corruzione in via postuma, Lowrey e Burnett cercano di riabilitare il suo nome, ma finiscono al centro di una cospirazione, venendo costretti a fuggire per salvare la pelle e la propria carriera.

## Spin-off televisivo

### L.A.'s Finest (2019-2020)
Sydney Burnett, dopo aver abbattuto un cartello della droga, ha lasciato il suo passato complicato alle spalle per diventare un detective della polizia di Los Angeles. Accoppiata con un nuovo partner, Nancy McKenna, una mamma lavoratrice con un passato altrettanto complesso, Burnett è spinta a esaminare se il suo stile di vita impenitente potrebbe mascherare un segreto personale più grande. Queste due donne non vanno molto d'accordo, ma trovano un terreno comune quando si tratta di affrontare i criminali più pericolosi di Los Angeles.

## Personaggi ed interpreti

### Tabella
Questa sezione include i personaggi che appariranno o sono apparsi in più di due film della serie:
- La cella vuota e grigia scura indica che il personaggio non è presente nel film, o che la presenza ufficiale del personaggio non è stata ancora confermata.
- C indica un cameo.
- G indica un'apparizione come guest star nella stagione.
- M indica un'apparizione regolare nel film.
- R indica un ruolo ricorrente nella stagione.
- Y indica una versione più giovane del personaggio.

| Personaggi                                   | Personaggi                                   | Film              | Film              | Film              | Film                  | Serie TV                           |  |
| Personaggi                                   | Personaggi                                   | Bad Boys          | Bad Boys II       | Bad Boys for Life | Bad Boys: Ride or Die | L.A.'s Finest                      |  |
| -------------------------------------------- | -------------------------------------------- | ----------------- | ----------------- | ----------------- | --------------------- | ---------------------------------- |  |
| Marcus Miles Burnett I                       | Marcus Miles Burnett I                       | Martin Lawrence   | Martin Lawrence   | Martin Lawrence   | Martin Lawrence       | Krystian Alexander Lyttle          |  |
| Michael Eugene “Mike” Lowrey                 | Michael Eugene “Mike” Lowrey                 | Will Smith        | Will Smith        | Will Smith        | Will Smith            |                                    |  |
| Theresa Burnett                              | Theresa Burnett                              | Theresa Randle    | Theresa Randle    | Theresa Randle    | Tasha Smith           |                                    |  |
| Megan Burnett                                | Megan Burnett                                | Tiffany Samuels   | Bianca Bethune    | Bianca Bethune    | Bianca Bethune        |                                    |  |
| Fletcher                                     | Fletcher                                     | John Salley       | John Salley       |                   | John Salley           | John Salley                        |  |
| Capitano Conrad Howard                       | Capitano Conrad Howard                       | Joe Pantoliano    | Joe Pantoliano    | Joe Pantoliano    | Joe Pantoliano        |                                    |  |
| James Burnett                                | James Burnett                                | Cory Hodges       | Cory Hodges       | Cory Hodges       |                       |                                    |  |
| Quincy Burnett                               | Quincy Burnett                               | Scott Cumberbatch | Scott Cumberbatch | Scott Cumberbatch |                       |                                    |  |
| Julie Mott                                   | Julie Mott                                   | Téa Leoni         |                   |                   |                       |                                    |  |
| Fouchet                                      | Fouchet                                      | Tchéky Karyo      |                   |                   |                       |                                    |  |
| Detective Sanchez                            | Detective Sanchez                            | Nestor Serrano    |                   |                   |                       |                                    |  |
| Capitano Alison Sinclair                     | Capitano Alison Sinclair                     | Marg Helgenberger |                   |                   |                       |                                    |  |
| Reggie McDonald                              | Reggie McDonald                              |                   | Dennis Greene     | Dennis Greene     | Dennis Greene         | Jeremy Batiste                     |  |
| Sydney "Syd" Burnett                         | Sydney "Syd" Burnett                         |                   | Gabrielle Union   | Mentioned         | Mentioned             | Gabrielle UnionKyrie Mcalpin       |  |
| Autista / Wedding MC / Autista della Porsche | Autista / Wedding MC / Autista della Porsche |                   | Michael Bay       | Michael Bay       | Michael Bay           |                                    |  |
| Hector Juan Carlos "Johnny" Tapia            | Hector Juan Carlos "Johnny" Tapia            |                   | Jordi Mollà       |                   |                       |                                    |  |
| Alexei                                       | Alexei                                       |                   | Peter Stormare    |                   |                       |                                    |  |
| Roberto                                      | Roberto                                      |                   | Jon Seda          |                   |                       |                                    |  |
| Floyd Poteet                                 | Floyd Poteet                                 |                   | Michael Shannon   |                   |                       |                                    |  |
| Agente segreto Armando Armas Lowrey          | Agente segreto Armando Armas Lowrey          |                   |                   | Jacob Scipio      | Jacob Scipio          |                                    |  |
| AMMO                                         | Capitano Rita Secada                         |                   |                   | Paola Núñez       | Paola Núñez           |                                    |  |
| AMMO                                         | Kelly                                        |                   |                   | Vanessa Hudgens   | Vanessa Hudgens       |                                    |  |
| AMMO                                         | Dorn                                         |                   |                   | Alexander Ludwig  | Alexander Ludwig      |                                    |  |
| AMMO                                         | Rafe                                         |                   |                   | Charles Melton    | Mentioned             |                                    |  |
| Isabel Aretas                                | Isabel Aretas                                |                   |                   | Kate del Castillo |                       |                                    |  |
| Lorenzo 'Zway-Lo' Rodríguez                  | Lorenzo 'Zway-Lo' Rodríguez                  |                   |                   | Nicky Jam         |                       |                                    |  |
| Manny il macellaio                           | Manny il macellaio                           |                   |                   | DJ Khaled         | DJ Khaled             |                                    |  |
| Joseph Burnett-Vaughn                        | Joseph Burnett-Vaughn                        |                   | Mentioned         |                   | Mentioned             | Ernie Hudson                       |  |
| James McGrath                                | James McGrath                                |                   |                   |                   | Eric Dane             |                                    |  |
| Adam Lockwood                                | Adam Lockwood                                |                   |                   |                   | Ioan Gruffudd         |                                    |  |
| Maresciallo Judy Howard                      | Maresciallo Judy Howard                      |                   |                   |                   | Rhea Seehorn          |                                    |  |
| Christine Lowrey                             | Christine Lowrey                             |                   |                   |                   | Melanie Liburd        |                                    |  |
| Tabitha                                      | Tabitha                                      |                   |                   |                   | Tiffany Haddish       |                                    |  |
| Callie Howard                                | Callie Howard                                |                   |                   |                   | Quinn Hemphill        |                                    |  |
| Dolores "Nancy" McKenna Perez                | Dolores "Nancy" McKenna Perez                |                   |                   |                   |                       | Jessica AlbaVeronica Diaz Carranza |  |
| I Ben                                        | Benjamin "Ben" Baines                        |                   |                   |                   |                       | Duane Martin                       |  |
| I Ben                                        | Benjamin "Ben" Walker                        |                   |                   |                   |                       | Zach GilfordBrayden Scott          |  |
| Katherine "Kat" Vaughn-Miller                | Katherine "Kat" Vaughn-Miller                |                   |                   |                   |                       | Tamala Jones                       |  |
| Bishop Duvall                                | Bishop Duvall                                |                   |                   |                   |                       | Jake Busey                         |  |
| Isabel "Izzy" McKenna                        | Isabel "Izzy" McKenna                        |                   |                   |                   |                       | Sophie Reynolds                    |  |
| Dr. Patrick McKenna                          | Dr. Patrick McKenna                          |                   |                   |                   |                       | Ryan McPartlin                     |  |
| Dante Sherman                                | Dante Sherman                                |                   |                   |                   |                       | Barry SloaneTyler Perez            |  |
| Raymond "Ray" Sherman                        | Raymond "Ray" Sherman                        |                   |                   |                   |                       | Zach McGowanDylan McNamara         |  |

## Videogioco
Nel 2004 è uscito il videogioco Bad Boys: Miami Takedown, che ripercorre la storia di Bad Boys II.
Il gioco è disponibile per PlayStation 2, GameCube, Xbox e PC.